# Tjärnen, Hälsingland
Tjärnen är en sjö i Hudiksvalls kommun i Hälsingland och ingår i Nianån-Norralaåns kustområde. Tjärnen ligger i Agön-Kråkön Natura 2000-område.